# Apocephalus lativentris
Apocephalus lativentris är en tvåvingeart som beskrevs av Brown 1997. Apocephalus lativentris ingår i släktet Apocephalus och familjen puckelflugor. Inga underarter finns listade i Catalogue of Life.